# Heilig Kreuz (Herbstadt)

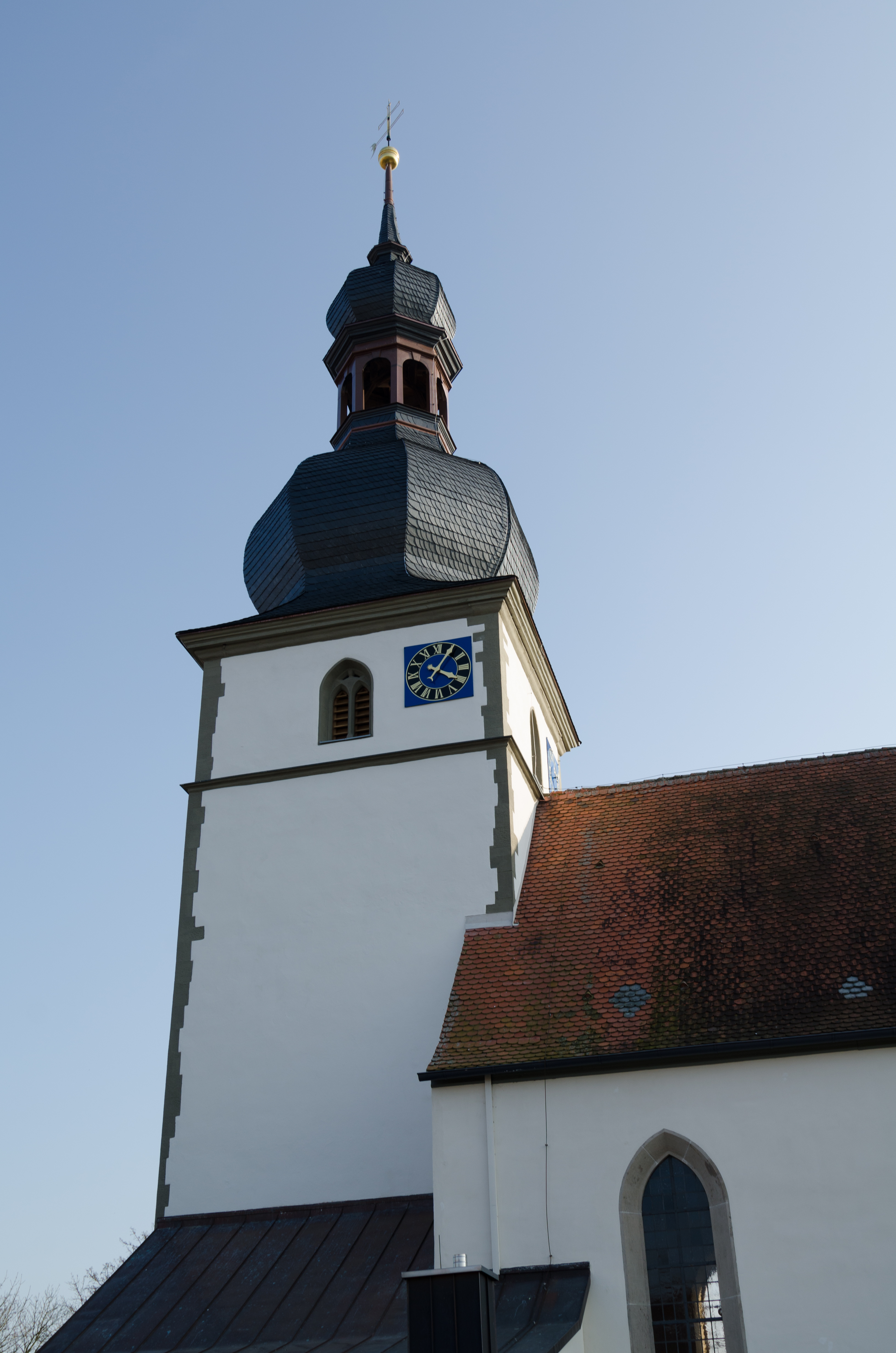
Heiligkreuz in Herbstadt

Heiligkreuz ist die römisch-katholische Pfarrkirche in Herbstadt, einer Gemeinde im unterfränkischen Landkreis Rhön-Grabfeld in Bayern. Der Turm des denkmalgeschützten Bauwerks entstand im 14. Jahrhundert. Die Pfarrei gehört zur Pfarreiengemeinschaft Grabfeldbrücke (Bad Königshofen im Grabfeld) im Dekanat Bad Neustadt des Bistums Würzburg.

## Beschreibung

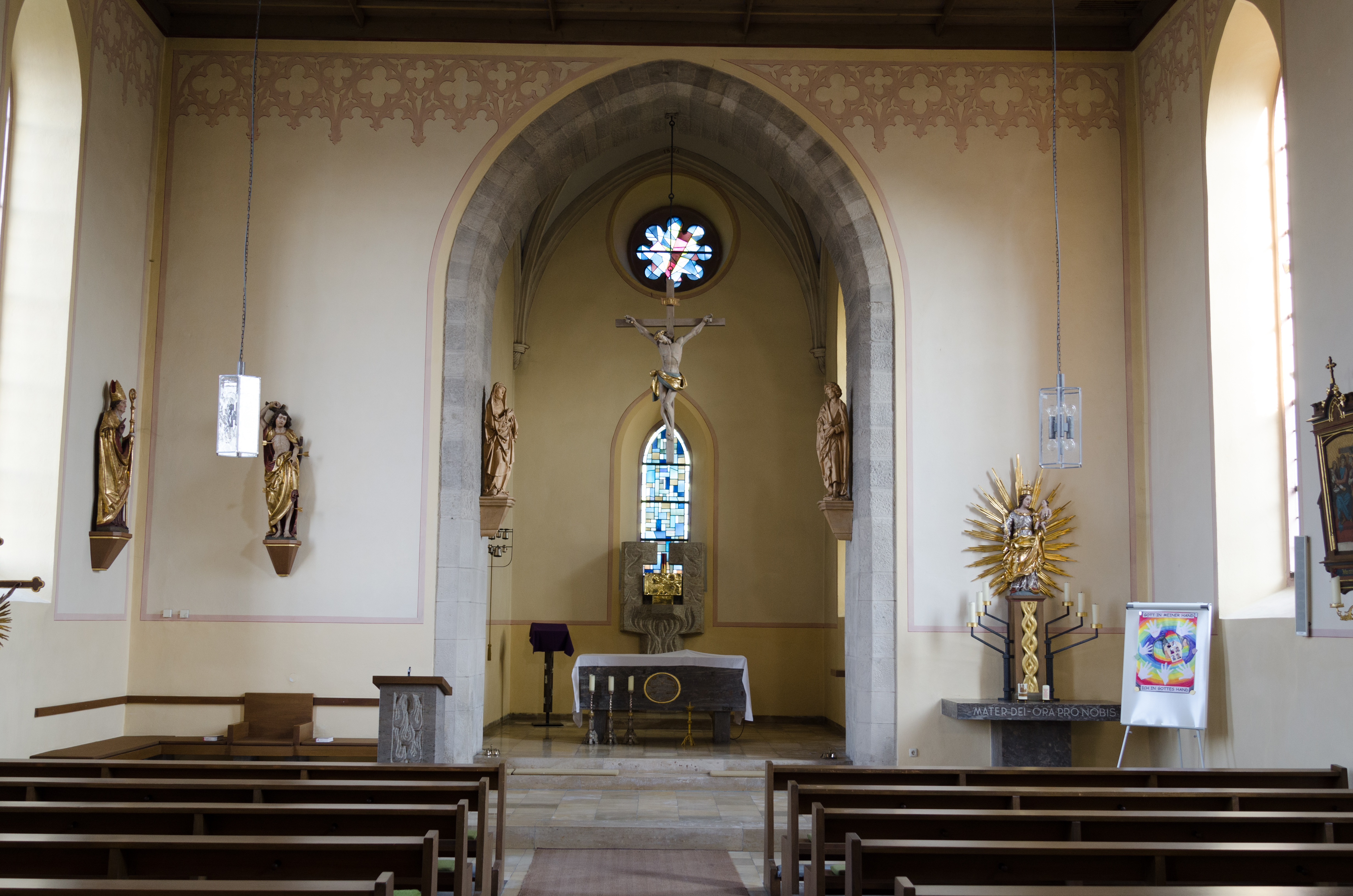
Altarraum

Der spätgotische Chorturm ist im Kern aus dem 14. Jahrhundert. Seine Welsche Haube erhielt er im ersten Viertel des 17. Jahrhunderts. Sein oberstes Geschoss beherbergt die Turmuhr und den Glockenstuhl. An ihn wurde 1851 das neugotische Langhaus nach Westen angebaut, das mit einem Satteldach bedeckt ist. Die Fassade im Westen wurde aus Quadermauerwerk errichtet. Das mit einem Kielbogen bedeckte Portal wird von zwei Pilastern eingerahmt, auf denen Fialen sitzen. Der Innenraum des Langhauses ist mit einer Kassettendecke überspannt. Auf der Empore gegenüber dem Chor steht die Orgel mit 16 Registern auf zwei Manualen und Pedal, die 1916 von G. F. Steinmeyer & Co. gebaut wurde.